# Escova

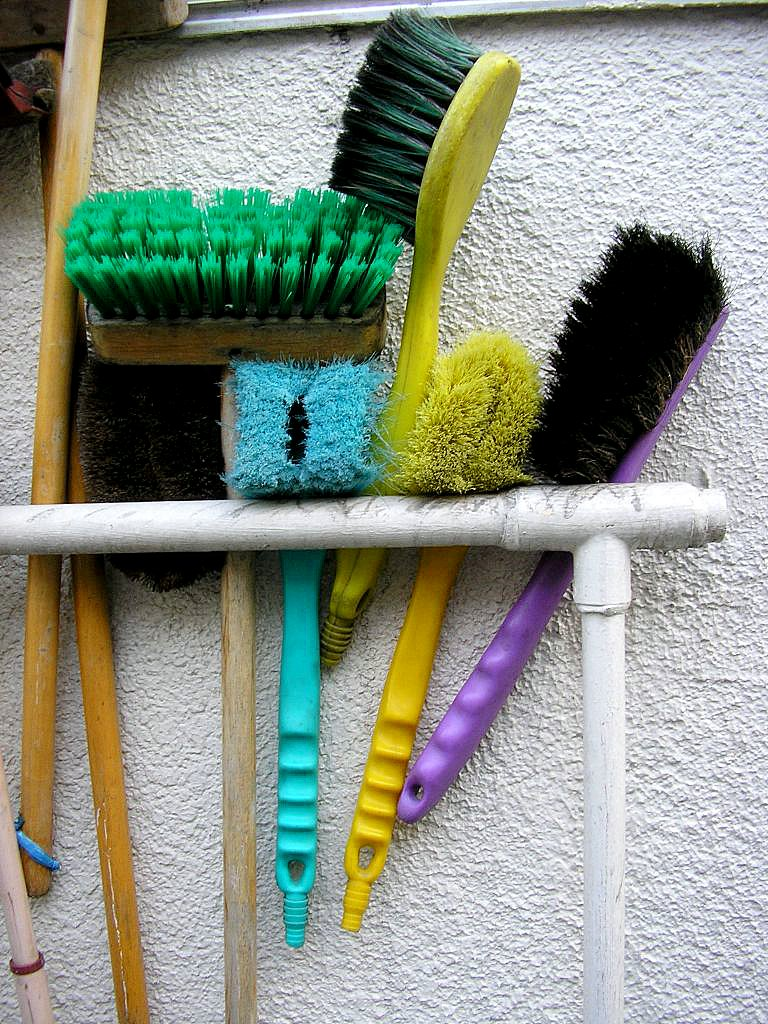
Escovas de limpeza.

Uma escova é uma ferramenta comum com cerdas, fio ou outros filamentos. Geralmente consiste em uma alça ou bloco no qual os filamentos são afixados em uma orientação paralela ou perpendicular, dependendo da maneira como a escova deve ser agarrada durante o uso. O material do bloco e cerdas ou filamentos é escolhido para suportar os perigos de seu uso pretendido, como produtos químicos corrosivos, calor ou abrasão. É usado para limpeza, limpeza de cabelo, maquiagem, pintura, acabamento de superfície e para muitos outros fins. É uma das ferramentas mais básicas e versáteis em uso hoje, e a família média pode conter várias dezenas de variedades.

## História
Quando as casas foram habitadas pela primeira vez, os proprietários usavam galhos retirados de arbustos para varrer a sujeira, daí usando os primeiros pincéis. Em 1859, a primeira fábrica de escovas da América foi instalada em Nova York.

## Tipologia
- Escova de cabelo
- Escova de dentes